# 小行星13405
小行星13405（13405 Dorisbillings）是一颗绕太阳运转的小行星，为主小行星带小行星。该小行星于1999年9月21日发现。

## 轨道参数
小行星13405的轨道半长轴为2.2949358 UA，离心率为0.098。